# 胡文善
胡文善（14世紀—15世紀），名善蔭，以字行。直隸青陽縣人，浙江蘭谿縣籍，明朝政治人物。

## 生平
永樂十五年（1417年），胡文善中式浙江鄉試第一名舉人。永樂十六年（1418年），聯捷戊戌科進士。選翰林院庶吉士，改刑部廣西司主事，陞吏部驗封司郎中。

## 紀念
胡文善是明代蘭谿唯一一位解元。學宮門西和甘裳鄉中市皆為其建有解元坊。

## 引用
1. ↑  《蘭谿縣志·卷六·科第表》：胡文善，名善蔭，以字行。青陽人。由翰林庶吉士歷刑部廣西司主事、吏部驗封司郎中。
2. ↑  《蘭谿縣志·卷六·科第表》：解元坊，在學門西，為胡文善立。……甘裳鄉解元坊，在中市，為胡文善立。